# Ручки (Петрівсько-Роменська сільська громада)
Ру́чки — село в Україні, в Миргородському районі Полтавської області. Населення становить 549 осіб. Входить до складу Петрівсько-Роменської сільської громади.
Після ліквідації Гадяцького району у липні 2020 року увійшло до Миргородського району.

## Географія
Село Ручки розташоване на березі річки Хорол, вище за течією на відстані 2.5 км розташоване село Балясне, нижче за течією на відстані 1.5 км розташоване село Березова Лука.
Річка у цьому місці звивиста, утворює лимани та заболочені озера.

## Назва
На території України 2 населених пункти із назвою Ручки.

## Історія
- 1646 — дата заснування.
- Село постраждало внаслідок геноциду українського народу, проведеного окупаційним урядом СССР 1923-1933 та 1946-1947 роках.
- До 2017 року орган місцевого самоврядування — Ручківська сільська рада.

## Населення

### Мова
Розподіл населення за рідною мовою за даними перепису 2001 року:
| Мова       | Кількість | Відсоток |
| ---------- | --------- | -------- |
| українська | 834       | 98.23%   |
| російська  | 14        | 1.65%    |
| румунська  | 1         | 0.12%    |
| Усього     | 849       | 100%     |

## Відомі люди
У селі народилися:
- Чайка Андроник Архипович — генерал-майор медичної служби, заслужений діяч наук УРСР, професор.
- Жовтобрюх Михайло Андрійович — український мовознавець, доктор філологічних наук, професор.
- Мирний Іван Миколайович — депутат ВР України, член Партії регіонів.

## Інфраструктура
У селі функціонує загальноосвітня школа І-ІІ ступенів, відділення поштового зв'язку.
|                   |                    |
| ЗОШ І—ІІ ступенів | Відділення зв'язку |

## Архітектура

### Пам'ятники
- воїнам, які полягли у Другій світовій війні

### Будівлі
- Церква

|  |  |